# 海軍十二糎自走砲

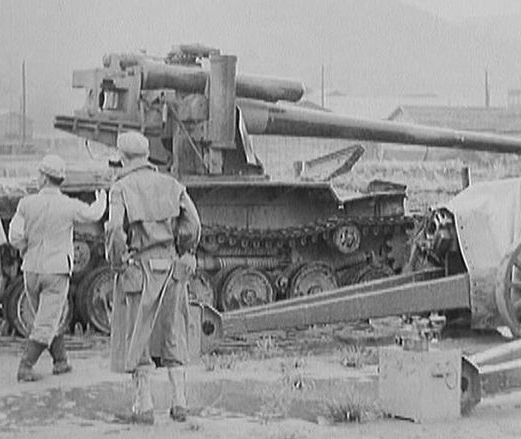
海軍十二糎自走砲。敗戦後にアメリカ陸軍によって撮影、1945年

海軍十二糎自走砲（かいぐんじゅうにせんちじそうほう、海軍12cm自走砲）もしくは長十二糎自走砲（ちょうじゅうにせんちじそうほう、長12cm自走砲）は、日本海軍が第二次世界大戦末期に試作した自走砲である。現存資料が少なく謎が多い。開発担当は艦政本部第一部。

## 車体説明
一般に「海軍十二糎自走砲」と呼ばれるが、「短十二糎自走砲」に対し、「長十二糎自走砲」と呼ばれることもある。他に、「海軍長12cm自走砲」や「海軍12cm自走砲（長）」などと表記されることもある。便宜的な呼称なので正式な名称は不明である。乗員は単に自走砲と読んだ。車体はくすんだ緑で塗装され、十二糎砲も同様に緑で塗装された。ナンバー、陸戦隊所属の錨の記号などは全くない。
本車の用途は対戦車戦闘であった。主砲には、沿岸砲として実績のある四五口径十年式十二糎高角砲を車載用に砲架などを改造して用い、これを九七式中戦車 チハの、砲塔と車体上部を取り払った車台に搭載した。砲は全周射撃が可能であった。プラットフォームとしてはチハ車台は小型軽量で車幅が狭いので、前後方向は良いとしても、車台に対し横向きに撃った場合、非常に不安定であった筈である。戦闘時に車台を地面に埋めて固定すれば、この問題は解消されると思われる。ただし、想定された運用(下記)からして実際に車体を埋めて砲撃するとされていたかは疑問である。
本車に車載機銃は装備されていなかった。車体前方機銃は撤去され、視察用のスリットが設けられた鋼板で塞がれた。また本車に無線装備は無かった。

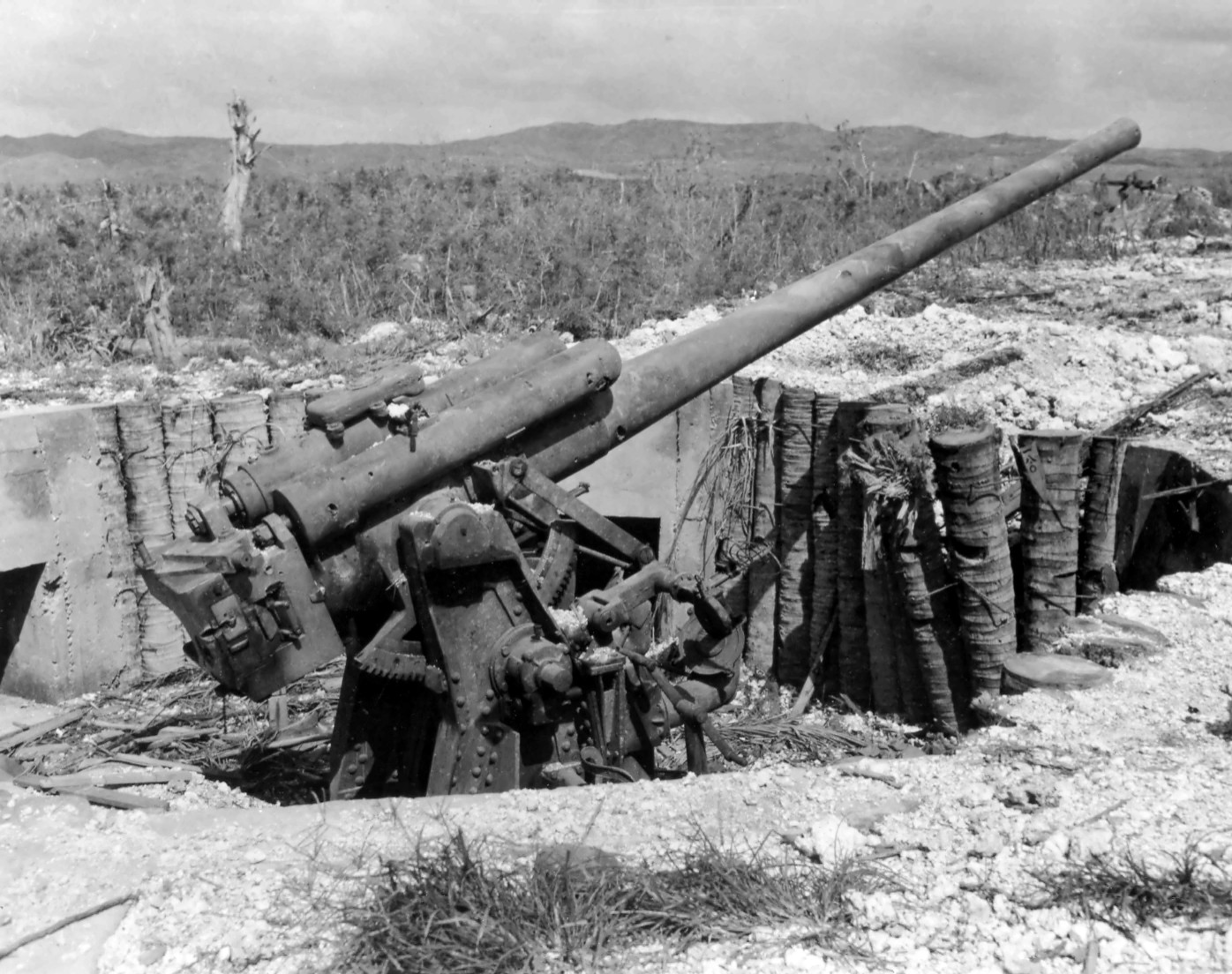
グアム島に設置された四五口径十年式十二糎高角砲

砲の上下射角は最大仰角は20度（乗員の証言では30度程度まで可能）、最大俯角は10度と狭かったが、直接射撃による対戦車戦闘が用途であった。自走砲の指揮官の証言によれば、本車は隠蔽された場所から一発撃った後に陣地変換し、また隠れて射撃するという運用が想定されていた。防御戦闘をするのが目的であれば射界に問題は無いとおもわれる。つまり本車は対空射撃や間接射撃をすることを目的とした車輌ではない。
残された不鮮明な画像では、砲の周囲には戦闘室を構成する装甲板などは見当たらず、砲と砲架が車体上面に露出している。
砲の正面下方（砲架と足下の防御用）と駐退機の左右（乗員防御用）に、申し訳程度の装甲板があるようだが、前方の狭い範囲のみをカバーしており、小口径の小銃弾・機関銃弾対策や、ブラスト・シールドの類だと考えられる。車体上の砲や乗員の防御力は皆無に等しく、いわゆる「グラス・キャノン」の一種である。
また元のチハ車体のままでは上面があまりにも狭いので、操砲要員の作業の足場を確保するために車台上面を、両側に板を張って拡げていた。
チハは構造材に自動車鋼を用いており、本車は仮にチハ車台が補強されていない場合、過大な砲の重量（原型砲は8～10 ｔ前後）と射撃衝力に脆弱な鋲接車台が耐えられず各部に不具合が発生した可能性があった。サスペンションにも相当の負荷が掛かっていた。これは砲が車体中心から右に偏って搭載され、偏った荷重のために右側の懸架装置のバネがよく折れた。また車体も右に傾いていた。
また全備重量（推定20 t超）の増加により、元搭乗員の証言によれば、最高速度は25km/h程度と、チハの38km/hから減少した。この減少幅から、エンジンはチハの170馬力のままであったと推測される。燃料に粗悪な3号軽油を使用していたため、走行中にエンジン停止が頻発した。
弾薬は車台が小さく自前で積載する余裕が無かった。砲弾を車内に搭載できず、リヤカーを用意した。鎌倉市内の走行試験で、砲を民家の塀にあてて壊したという証言がある。

## 運用
本車は戦車ではなく防御力のほとんど無い低速の自走砲であり、最初から戦車隊ではなく砲隊の扱いであった。砲隊員は飛行服と鉄帽を着用した。
正規乗員は5名である。配置は指揮官（戦闘時下車指揮）、砲手兼装填手（戦闘時砲左横）、操縦手（常時車内待機）、弾薬手2名（戦闘時下車。車上の砲手に砲弾と薬筒を渡す）である。隊長は拳銃を携行し、下士官兵には小銃およびベ式機関短銃が用意されていたが普段は収納していた。
本土決戦の際には、車台を防御陣地にて隠蔽し、敵を待ち伏せ、半ば固定砲台として全周射撃能力を生かし、ときには移動して陣地を変更しながら、対戦車戦闘任務に用いられた。水際での敵上陸阻止や、友軍の直接火力支援にも転用しうる。砲口初速800m/s以上、砲弾重量20kgの本砲は対戦車砲として高火力である。しかしながら試射における発射速度は2分に1発程度が限度であった。撃発ペダルで発砲すると、発射時の衝撃が大きく、再照準まで時間がかかった。指揮官自身の証言では、当初計画のような運用は難しいという否定的な評価がなされている。
昭和20年4月に30発程度の射撃試験を行った際、命中率は1,500m程度において大変よく当たり、良好であった。これは東京計器製作の照準器を取り付け、命中精度の格段の向上が見られたためである。試験射撃の実射距離は3,000mである。
徹甲弾の有無は不明だが、1945年3月20日付けの｢敵軍戦法情報｣第18号によれば野戦重砲榴弾が敵戦車に命中した場合必ず炎上するとしている。徹甲弾がなかったとしてもある程度の対戦車能力を有していたと考えられる。
原型の艦載砲である四十五口径三年式十二糎砲やその改良型である四十五口径十一年式十二糎砲の砲弾が流用できた可能性はある。
終戦までに試作車1両が完成し、量産（おそらく既製のチハより改造）され始めたところであった。本車は少なくとも昭和19年内に設計や生産が行われていたものと推測される。昭和20年1月には、本試作車は館山海軍砲術学校の陸戦科第六分隊に属し、各種試験が行われた。昭和20年4月、横須賀砲術学校に併合、茅ケ崎の横須賀第一警備隊・陸戦教導隊の砲隊の所属となり、引き続き試験と訓練が行われた。砲隊は以下の、学徒出身の少尉の隊長、陸戦教育を受けた下士官兵数名、茅ケ崎で編入した予科練出身兵、で構成された。1945年7月1日に編成された横須賀第15特別陸戦隊に編入され、横須賀市に移動、野比尻こすり坂に設けた露天掩体の陣地で終戦を迎えた。その後、久里浜の通信学校へ移動、他の火砲とともに、アメリカ第4海兵師団に引き渡された。

## 登場作品
『War Thunder』
大日本帝国陸軍の駆逐戦車、長十二糎自走砲の名称で登場。